# Abhenry
Abhebry  ali absolutni henry (oznaka abH) je enota v CGS sistemu za merjenje induktivnosti. 
Imenuje se po ameriškem fiziku Josephu Henryju (1797 – 1878).

## Definicija[1]
Induktivnost 1 abhenryja imamo takrat, ko ima povečanje ali zmanjšanje električnega toka za 1 abampere v sekundi za posledico induciranja napetosti v velikosti 1 abV (abvolt).
V sistemu SI uporabljamo enoto henry (oznaka H), ki je povezana z enoto abhenry na naslednji način
1 abH = 1. 10-9 H